# Йоан Пастелій
Йоан Пастелій (8 травня 1826 — 24 березня 1891, Ужгород) — священик та церковний ієрарх, єпископ Мукачівський (12 березня 1875 — 24 березня 1891 рр.).

## Життєпис
Йоан Пастелій освіту здобув у навчальних закладах Ужгорода, Буди, Егера. 24 червня 1849 року був висвячений у сан диякона, а 1 липня 1849 року — рукоположений на священика.
З 12 березня 1875 року по 24 березня 1891 рік — єпископ Мукачівської греко-католицької єпархії, яка тоді займала територію, тепер розділену між чотирма державами Україною, Угорщиною, Словаччиною та Румунією, а тоді була під юрисдикцією Мукачівської греко-католицької єпархії.

## Діяльність
У 1868 р. в Угорщині був прийнятий закон про освіту, одним з наслідків якого стало розмежування державних і конфесійних навчальних закладів та припинення фінансової підтримки останніх. Це болюче вдарило і по ужгородській учительській семінарії, хоча у всіх інших питаннях семінарія повинна була відповідати критеріям державних закладів. Після деякого застійного періоду керівництво єпархії й зокрема єпископ Йоан Пастелій (1826—1891 рр.) вирішили підтримати семінарію і збудувати для неї нове приміщення (навчання з 1872 р. тим часом стало трирічним). На конгрегаційних зборах 1 березня 1883 р. було створено відповідну комісію, її очолив перший директор «Общества святого Василія Великого» (1866 р.), професор Ужгородської гімназії, канонік Іван Мондок.
Місцем для будівництва обрали так званий Сад Чурговича навпроти замку. Проект майбутньої семінарії на прохання єпископа Йоана Пастелія виготовив місцевий архітектор Віден, але комісія його не схвалила. Тоді свій план запропонував І. Мондок і в гострій дискусії з єпископом зумів відстояти його. Він же наглядав за будівельними роботами. На кінець 1883 р. будівля була зведена, але внутрішні роботи тривали до липня 1886 р., хоча навчання у новій семінарії розпочалося вже 1884 р.
В 1880—85 роках угорські місцеві князьки постійно скаржаться керівництву Австро-Угорщини, що єпископи всі лиш виключно руські, що ще і у Гайдудорозі по великодню «Христос воскрес»-ом кланяються і т. ін. Дійсно тоді ще сама літургія в Гайдудорозі по-слов'янськи відправлялася і вірники по-руськи читали «Вірую».
За часів єпископства Йоана Пастелія (1874—1891 рр.) через тиск угорської церковної та політичної верхівки, церковна дисципліна в Мукачівській греко-католицькій єпархії підупала і тоді в богослужіння поступово заводили угорську мову під натиском місцевих організацій, які були в кожнім більшім селі із значним числом змадяризованих вірників.
З підсиленням національного руху в році «Міленіум» (тисячоріччя) Угорщини, 1896 р. сильніше стали агітувати до мадярської літургії. Складали великі делегації в Будапешт, однак коли це стало відомо Риму, було видано указ що «nihil innovetur» (нехай нічого не обновляється) і що мадярських церковних книг не вільно вживати.